# Cyanea rosea
Cyanea rosea är en manetart som beskrevs av Jean René Constant Quoy och Joseph Paul Gaimard 1824. Cyanea rosea ingår i släktet Cyanea och familjen Cyaneidae. Inga underarter finns listade i Catalogue of Life.